# Nieuw-Zeeland op de Olympische Zomerspelen 1968
Nieuw-Zeeland nam deel aan de Olympische Zomerspelen 1968 in Mexico-Stad, Mexico. Voor het eerst sinds 1952 werd maar één gouden medaille gewonnen.

## Medailleoverzicht
| Sport       | Olympiër                                                        | Discipline         | Medaille |
| ----------- | --------------------------------------------------------------- | ------------------ | -------- |
| Roeien      | Warren Cole Ross Collinge Simon Dickie Dick Joyce Dudley Storey | vier-met (m)       | Goud     |
| Atletiek    | Mike Ryan                                                       | marathon (m)       | Brons    |
| Schietsport | Ian Ballinger                                                   | 50m geweer liggend |          |

## Deelnemers en resultaten
(m) = mannen, (v) = vrouwen, (g) = gemengd

### Atletiek
| Olympiër      | Discipline             | Resultaat | Prestatie                                                     |
| ------------- | ---------------------- | --------- | ------------------------------------------------------------- |
| Rex Maddaford | 5000m (m)              | 10e       | serie 3: 4de in 14.20,8 finale: 10de in 14.39,8               |
| Rex Maddaford | 10000m (m)             | 12e       | 30.17,2                                                       |
| Evan Maguire  | 10000m (m)             | DNF       | niet gefinisht                                                |
| Rex Maddaford | 400m horden (m)        | 10e       | serie 2: 2de in 51,3 halve finale 2: 7de in 51,8              |
| Peter Welsh   | 3000m steeplechase (m) | 17e       | serie 3: 6de in 9.13,80                                       |
| Dave McKenzie | marathon (m)           | 37e       | 2:43.36                                                       |
| Mike Ryan     | marathon (m)           | Brons     | 2:23.45                                                       |
| Les Mills     | kogelstoten (m)        | 11e       | kwalificatie groep B: 2de met 19,00m finale: 11de met 18,18m  |
| Robin Tait    | discuswerpen (m)       | 12e       | kwalificatie groep B: 1ste met 58,88m finale: 12de met 57,68m |
|               |                        |           |                                                               |
| Sylvia Potts  | 800m (v)               | 10e       | serie 3: 4de in 2.09,6 halve finale 2: 6de in 2.07,2          |

### Gewichtheffen
| Olympiër    | Discipline  | Resultaat | Prestatie                                                                                |
| ----------- | ----------- | --------- | ---------------------------------------------------------------------------------------- |
| John Bolton | -82,5kg (m) | 16e       | drukken: 11de met 137,5kg trekken: 16de met 122,5kg stoten: 15de met 160kg totaal: 420kg |
| Don Oliver  | +90kg (m)   | 8e        | drukken: 13de met 147,5kg trekken: 9de met 142,5kg stoten: 5de met 200kg totaal: 490kg   |

### Hockey
| Olympiër | Discipline | Resultaat | Prestatie |
| --- | ---------- | --------- | --- |
| John Anslow Jan Borren Roger Capey John Christensen John Hicks Bruce Judge Barry Maister Selwyn Maister Trevor Manning Alan McIntyre Ross McPherson Jim Palmer Alan Patterson Ted Salmon Bill Thomson Keith Thomson | mannen     | 7e        | groep A: 3de W van India: 2-1 W van Mexico: 2-0 G van Bondsrepubliek Duitsland: 1-1 W van Japan: 1-0 G van DDR: 0-0 G van België: 1-1 G van Spanje: 1-1 5-8ste plek: V van Nederland: 1-3 7-8ste plek: W van Kenia: 1-1 |

| Groep A |                          |             |             |             |             |            |            |            |        |
| #       | Land                     | Wedstrijden | Wedstrijden | Wedstrijden | Wedstrijden | Doelpunten | Doelpunten | Doelpunten | Punten |
| #       | Land                     | G           | W           | G           | V           | V          | T          | Saldo      | Punten |
| 1       | India                    | 7           | 6           | 0           | 1           | 20         | 4          | +16        | 12     |
| 2       | Bondsrepubliek Duitsland | 7           | 5           | 1           | 1           | 15         | 5          | +10        | 11     |
| 3       | Nieuw-Zeeland            | 7           | 3           | 4           | 0           | 8          | 4          | +4         | 10     |
| 4       | Spanje                   | 7           | 2           | 3           | 2           | 7          | 5          | +2         | 7      |
| 5       | België                   | 7           | 3           | 1           | 3           | 14         | 9          | +5         | 7      |
| 6       | DDR                      | 7           | 2           | 2           | 3           | 7          | 10         | -3         | 6      |
| 7       | Japan                    | 7           | 1           | 1           | 5           | 4          | 14         | -10        | 3      |
| 8       | Mexico                   | 7           | 0           | 0           | 7           | 2          | 26         | -24        | 0      |

| Datum       | Ronde       | Plaats                   | Land | Score         | Land |
| ----------- | ----------- | ------------------------ | ---- | ------------- | ---- |
| Groepsfase  |             |                          |      |               |      |
| 13 oktober  | Mexico-Stad | Nieuw-Zeeland            | 2-1  | India         |      |
| 14 oktober  | Mexico-Stad | Nieuw-Zeeland            | 2-0  | Mexico        |      |
| 15 oktober  | Mexico-Stad | DDR                      | 1-1  | Nieuw-Zeeland |      |
| 17 oktober  | Mexico-Stad | Nieuw-Zeeland            | 1-0  | Japan         |      |
| 18 oktober  | Mexico-Stad | Bondsrepubliek Duitsland | 0-0  | Nieuw-Zeeland |      |
| 20 oktober  | Mexico-Stad | Nieuw-Zeeland            | 1-1  | België        |      |
| 21 oktober  | Mexico-Stad | Nieuw-Zeeland            | 1-1  | Spanje        |      |
| 5-8ste plek |             |                          |      |               |      |
| 23 oktober  | Mexico-Stad | Nieuw-Zeeland            | 1-3  | Nederland     |      |
| 7-8ste plek |             |                          |      |               |      |
| 25 oktober  | Mexico-Stad | Nieuw-Zeeland            | 2-0  | Kenia         |      |

### Roeien
| Olympiër | Discipline   | Resultaat | Prestatie                                                                        |
| --- | ------------ | --------- | -------------------------------------------------------------------------------- |
| Warren Cole Ross Collinge Simon Dickie Dick Joyce Dudley Storey                                                  | vier-met (m) | Goud      | serie 2: 1ste in 7.12,19 halve finale 1: 1ste in 6.48,65 finale: 1ste in 6.45,62 |
| Alan Webster Wybo Veldman Alistair Dryden John Hunter Mark Brownlee John Gibbons Tom Just Gil Cawood Robert Page | acht (m)     | 4e        | serie 2: 1ste in 6.05,62 finale: 4de in 6.10,43                                  |

### Schietsport
| Olympiër      | Discipline         | Resultaat | Prestatie                           |
| ------------- | ------------------ | --------- | ----------------------------------- |
| Ian Ballinger | 50m geweer liggend | Brons     | 597 punten: (98-100-100-99-100-100) |
| Stew Nairn    | 50m geweer liggend | 12e       | 594 punten: (99-99-98-100-98-100)   |

### Wielersport
| Olympiër                                         | Discipline         | Resultaat      | Prestatie      |
| Weg                                              | Weg                | Weg            | Weg            |
| ------------------------------------------------ | ------------------ | -------------- | -------------- |
| Bryce Beeston                                    | wegwedstrijd (m)   | DNF            | niet gefinisht |
| John Dean                                        | wegwedstrijd (m)   | DNF            | niet gefinisht |
| Des Thomson                                      | 52e                | 5:02.33,62     |                |
| Richie Thomson                                   | DNF                | niet gefinisht |                |
| John Dean Neil Lyster Des Thomson Richie Thomson | ploegentijdrit (m) | 23e            | 2:25.46,47     |

### Zeilen
| Olympiër                  | Discipline      | Resultaat | Prestatie                         |
| ------------------------- | --------------- | --------- | --------------------------------- |
| Jonty Farmer              | finn            | 11e       | 96,7 punten: (13-2-6-19-19-7-DNF) |
| Ralph Roberts Geoff Smale | flying dutchman | 8e        | 84,0 punten: (DNF-8-9-12-9-8-4)   |

### Zwemmen
| Olympiër                                                    | Discipline            | Resultaat | Prestatie                                                                   |
| ----------------------------------------------------------- | --------------------- | --------- | --------------------------------------------------------------------------- |
| Tui Shipston                                                | 800m vrije slag (v)   | 19e       | serie 2: 4de in 10.28,0                                                     |
| Pru Chapman                                                 | 100m rugslag (v)      | 32e       | serie 5: 5de in 1.15,2                                                      |
| Glenda Stirling                                             | 100m rugslag (v)      | 8e        | serie 1: 2de in 1.10,2 halve finale 1: 3de in 1.10,1 finale: 8ste in 1.10,6 |
| Glenda Stirling                                             | 200m rugslag (v)      | 22e       | serie 4: 5de in 2.40,3                                                      |
| Sandra Whittleston                                          | 100m vlinderslag (v)  | 12e       | serie 5: 2de in 1.08,5 halve finale 2: 6de in 1.08,7                        |
| Sandra Whittleston                                          | 200m vlinderslag (v)  | 11e       | serie 1: 4de in 2.39,7                                                      |
| Pru Chapman                                                 | 200m wisselslag (v)   | 23e       | serie 3: 3de in 2.42,1                                                      |
| Tui Shipston                                                | 200m wisselslag (v)   | 9e        | serie 2: 1ste in 2.35,5                                                     |
| Pru Chapman                                                 | 400m wisselslag (v)   | DNS       | serie 5: niet gestart                                                       |
| Tui Shipston                                                | 400m wisselslag (v)   | 7e        | serie 4: 2de in 5.33,7 finale: 7de in 5.34,6                                |
| Glenda Stirling Pru Chapman Sandra Whittleston Tui Shipston | 4x100m wisselslag (v) | 11e       | serie 1: 6de in 4.49,0                                                      |

Afghanistan · Algerije · Amerikaanse Maagdeneilanden · Argentinië · Australië · Bahama's · Barbados · België · Bermuda · Birma · Bolivia · Bondsrepubliek Duitsland · Brazilië · Brits-Honduras · Bulgarije · Canada · Centraal-Afrikaanse Republiek · Ceylon · Chili · Colombia · Congo-Kinshasa · Costa Rica · Cuba · Denemarken · Dominicaanse Republiek · Duitse Democratische Republiek · Ecuador · El Salvador · Ethiopië · Fiji · Filipijnen · Finland · Frankrijk · Ghana · Griekenland · Groot-Brittannië · Guatemala · Guinee · Guyana · Honduras · Hongarije · Hongkong · Ierland · IJsland · India · Indonesië · Irak · Iran · Israël · Italië · Ivoorkust · Jamaica · Japan · Joegoslavië · Kameroen · Kenia · Koeweit · Libanon · Libië · Liechtenstein · Luxemburg · Madagaskar · Maleisië · Mali · Malta · Marokko · Mexico · Monaco · Mongolië · Nederland · Nederlandse Antillen · Nicaragua · Nieuw-Zeeland · Niger · Nigeria · Noorwegen · Oeganda · Oostenrijk · Pakistan · Panama · Paraguay · Peru · Polen · Portugal · Puerto Rico · Roemenië · San Marino · Senegal · Sierra Leone · Singapore · Soedan · Sovjet-Unie · Spanje · Suriname · Syrië · Taiwan · Tanzania · Thailand · Trinidad en Tobago · Tunesië · Turkije · Tsjaad · Tsjecho-Slowakije · Uruguay · Venezuela · Verenigde Arabische Republiek · Verenigde Staten · Vietnam · Zambia · Zuid-Korea · Zweden · Zwitserland